# Pasqual Alapont Ramon
Pasqual Alapont Ramon (Catarroja, 2 de febrer de 1963) és un escriptor valencià.
El 1985 es va llicenciar en Geografia i Història per la Universitat de València, i des d'aleshores ha desenvolupat el seu treball en l'àmbit de la literatura i el teatre, on ha fet d'editor, traductor, guionista, dramaturg, actor i director d'escena. A més de les obres infantils i juvenils, ha publicat una novel·la per a adults i ha estrenat cinc obres de teatre. La seva obra ha estat traduïda al basc, castellà, gallec, portuguès i a l'eslové amb l'Infern de Marta. Ha col·laborat en les publicacions Daina i Saó.
Entre les seves obres destaquen L'ovella negra, L'infern de Marta, Pell de corder o la tetralogia al voltant dels populars personatges de Manel i l'avi Frederic, amb més de 100.000 llibres venuts.

## Obra publicada

### Narrativa
- Mitjacua i la sargantana del mar (amb Antoni Torregrosa Bou). València: Federació d'Entitats Culturals del País Valencià, 1985 [infantil]
- No sigues bajoca!. València: Gregal, 1988 [infantil]
- Cagadets de por. València: [infantil]
- Estàs com una moto!. València: Gregal, 1988 [infantil]
- Me'n vaig de casa. Alzira: Bromera, 1993 [infantil]
- Pipistrellus Pipistrellus, set dies en la vida d'un quiròpter. Alzira: Bromera, 1994 [infantil]
- Ara sí que t'has refredat. Picanya: Ed. del Bullent, 1998 [infantil]
- El quadern taronja de Morgana. Alzira, Bromera (2009) Juvenil.
- Qui té por de Morgana?. Alzira, Bromera (2009), Juvenil.
- Morgana la dels ulls verds. Alzira, Bromera (2009), Juvenil.

### Novel·la
- Quin sidral de campament!. Barcelona: Cruïlla, 1996 [juvenil]
- Un estiu sense franceses. Barcelona: Edebé, 2000 [juvenil]
- Menjaré bollycaos per tu. Alzira: Bromera, 2000 [juvenil]
- L'ovella negra. Barcelona: Edebé, 2001 [juvenil]
- Tota d'un glop. Alzira: Bromera, 2003
- L'infern de Marta. Alzira: Bromera, 2003 [juvenil]
- Con los pelos de punta, 2004
- Barrots daurats. Alzira: Bromera, 2005 [juvenil]
- Morgana, la dels ulls verds. Alzira: Bromera, 2011 [juvenil]
- La banda dels mitjos lladres
- El racó de Penèlope. Cruïlla, 2012 [juvenil][4]
- El mal que m´habita, Premi València de Narrativa en Valencià, Bromera [pendent de publicació], 2017[5]

### Teatre
- Els viatges de Marco Polo. Alzira: Bromera, 1996 [infantil]
- Beatrius. València: La Forest d'Arana, 1997
- Alícia. Alzira: Bromera, 1997 [infantil]
- Currículum (amb Carles Alberola Ortiz). Alzira: Bromera, 1998
- Això era i no era. Alzira: Bromera, 1998 [infantil]
- Tres tristos traumes. Alzira: Bromera, 2000
- Pell de corder. Una teoria sobre això. Alzira: Bromera, 2005
- Germans

## Premis literaris
- Enric Valor de narrativa juvenil, 1984: Mitjacua i la sargantana del mar[6]
- El Micalet de teatre, 1996: Beatrius
- Ciutat d'Alzira-Bancaixa de narrativa juvenil, 1999: Menjaré bollycaos per tu
- Edebé de literatura juvenil, 2001: L'ovella negra
- Crítica Serra d'Or de Literatura Infantil i Juvenil, 2002: L'ovella negra
- Joanot Martorell de narrativa, 2002: Tota d'un glop
- Protagonista Jove, 2004: L'infern de Marta
- Gran Angular, 2012: El racó de Penèlope[7]